# Bârgău
Bârgău – wieś w Rumunii, w okręgu Marmarosz, w gminie Cicârlău. W 2011 roku liczyła 252 mieszkańców.